# 프랑슘

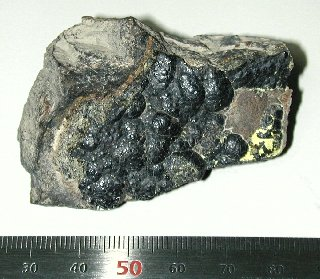
우라늄 광석(피치블렌드)의 모습

프랑슘(←영어: Francium 프랜시엄[*], 문화어: 프란시움←독일어: Francium 프란치움[*])은 화학 원소로 핵반응으로 만드는 알칼리 금속이다. 원소기호는 Fr(←라틴어: Francium 프랑키움[*])이며, 원자번호는 87이다. 다른 말로 에카-세슘 또는 악티늄-K로 부르기도 한다. 알칼리 금속 중에서 가장 무거운 원소이다. 리튬, 나트륨, 칼륨, 루비듐, 세슘과 같은 다른 알칼리 금속처럼 프랑슘도 화합물에서 +1가 형태의 이온 형태를 띠고(Fr+), 화학적 성질은 세슘과 매우 비슷하다. 프랑슘의 가장 안정한 동위 원소의 반감기는 22분으로 매우 불안정하기 때문에, 아직 많은 양의 원소를 만들지는 못했다.

## 화학적 성질
원자번호는 87, 원소기호는 Fr, 질량수는 223.019이다. 프랑슘의 녹는점은 300K, 끓는점은 950K이나 일부 과학자들은 935K으로 보기도 한다. 화학적 성질은 세슘과 조금밖에 차이나지 않는다. 전기 음성도는 0.7로, 0.79인 세슘과 0.09정도 차이가 난다. 이온화 에너지는 1차 380kJ/mol, 2차 2200kJ/mol, 3차 3300kJ/mol(2차, 3차는 세슘에 의한 추정)이다. 프랑슘은 붕괴하여 라돈으로 된다.

## 존재량

### 천연 존재
악티늄-227의 알파 붕괴로 극미량 생기는 방사성 원소이다. 우라늄 광석 1개에 들어 있는 프랑슘의 원자 수는 1×1018 개의 우라늄 원자 중 1개 정도이다. 지구상에 존재하는 모든 프랑슘의 양은 계산 결과 최대 30 g 정도이며, 붕괴하여 아스타틴이 된다.

### 인공 생성
미국 캘리포니아 버클리 연구소에서 안정적인 금-197에다 산소 16, 17, 18을 충돌시켜서 프랑슘-209, 프랑슘-210, 프랑슘-211을 만들었다. 각각 남은 중성자 수는 3개, 4개, 5개였다. 2009년 라듐에 양성자 1개, 중수소 1개, 헬륨 이온을 충돌시켜 생성하려고 하였으나 실패하였다.

## 역사
1939년 마그리트 페레에 의해 발견되었다., 존재는 1870년대에 멘델레예프에 의해 에카-세슘 (eka-cesium)으로 예측되었다. 마그리트 페레는 223 프랑슘을 발견하고 자신의 조국인 프랑스의 이름을 따 새로운 원소를 프랑슘으로 명명했다.

## 여러 가지 반응
아직 육안으로 보일 정도로 많은 양을 한 번에 제조한 경우는 없기 때문에 모든 반응 결과는 추정이다.

### 공기와의 반응
매우 연하고, 쉽게 자를 수 있는 고체 금속일 것이며 실온에서 액체일지도 모른다. 깨끗한 프랑슘의 표면은 산소나 수증기와 빠르게 반응하여 곧바로 변색될 것이다. 공기 중에 연소된다면 초산화 프랑슘 (FrO2)이 될 것으로 예상된다.

### 물, 할로젠, 산염기 반응
수산화물(XOH)의 무색 용액과 수소 기체를 형성하는 1 족 원소의 특성상 프랑슘과 물의 반응 결과도 동일할 것이며, 아마도 세슘보다 격렬할 것이다. 할로젠(플루오린, 염소, 브로민, 아이오딘, 아스타틴) 원소와는 격렬하게 반응하여 할로젠화 프랑슘을 형성할 것으로 예상할 수 있다. 산 또는 알칼리와의 반응도 다른 알칼리 금속들과 동일할 것으로 추정된다.

## 산출
우라니나이트(피치블렌드)에 10-20 g의 프랑슘(1×1018개의 우라늄 원자당 한 개의 원자)이 존재하는 것으로 추정된다. 악티늄이 붕괴하여 발생하며, 토륨(Th)에 양성자들을 충돌시켜 인공적으로 제조할 수도 있다. 227Ac의 딸 핵이자 가장 안정적인 동위원소인 223Fr조차도 반감기가 22분인데, 이는 자연에 존재하는 원소 중 가장 불안정하다. 3~40여 종의 동위원소들이 알려져 있으나, 자연에 존재하는 것은 223Fr뿐이며 지구 지각에 존재하는 양은 많아야 20-30g이다.

## 동위 원소
동위 원소는 약 3~40여 종이 알려져 있으며 질량은 199에서 232까지 다양하다. 또한 7개의 이성질핵 동위원소(X-xm)가 존재한다. 이 중 223은 유일하게 자연계에 존재하는 동위 원소이며 나머지 동위원소들은 모두 인공적으로 만든 것이다.
프랑슘-223은 모든 동위원소 중 가장 안정적인 동위원소이며, 반감기는 약 21.8분이고 천연적으로 발견된 유일한 동위 원소이다. 악티늄-227의 알파 붕괴 과정에서 생기는 원소이다. 프랑슘-223은 베타 붕괴하여 라듐-223으로 되며 붕괴에너지는 1149 keV 정도이고, 적은 비율(0.006%) 로는 알파 붕괴되어 아스타틴-219로 되고, 이 때의 붕괴 에너지는 5.4 MeV정도이다.
프랑슘-221의 반감기는 4.8 분이다. 이 동위 원소는 악티늄-225가 알파 붕괴하여 생긴 것이다. 프랑슘-221 역시 알파 붕괴하여 아스타틴-217로 되며, 붕괴 에너지는 6.457 MeV정도이다.
가장 반감기가 짧은 동위 원소는 프랑슘-215로, 반감기는 0.12μs 정도이다. 프랑슘-215는 아스타틴-211로 알파 붕괴하며, 붕괴 에너지는 9.54 MeV정도이다. 가장 반감기가 긴 이성질핵 동위원소는 프랑슘-215m이며, 반감기는 3.5 ns 정도이다.